# 日本ジュニア数学オリンピック
日本ジュニア数学オリンピック（にほんじゅにあすうがくおりんぴっく、通称JJMO）は、中学生以下を対象とする日本の数学のコンテストである。2003年より毎年開催されている。

## 概要
日本ジュニア数学オリンピックは、国際数学オリンピック日本大会が2003年（平成15年）に開催されたことを記念して、同年に始まった数学の能力を競う大会である。財団法人 日本数学オリンピック財団が企画運営している。
- 中学3年生以下を対象としている。
- 数学オリンピック財団の指定する全国の会場で、通常、1月に予選、2月に本選が開催される。
- 第6回まで、予選と本選の区別はなく、成績は、上位からaaa ランク、aa ランク、a ランク、b ランクとなっており、aaa ランク獲得者には日本数学オリンピック本選の受験資格が与えられていた。
- 第7回大会以降では日本数学オリンピックと同様に、予選でa ランク、b ランク、c ランクに分け、aランク獲得者に対し本選を実施している。銀賞以上の生徒は日本数学オリンピック春合宿に招待される。
- 成績上位者には、金・銀・銅メダルが授与される。
- 本大会への参加は、日本数学オリンピック参加選手の登竜門となっている。